# Tah motoru
Tah je, u proudových a raketových motorů, reaktivní síla, kterou motor působí na hnaný objekt. Tah je přímým důsledkem třetího Newtonova zákona: jeho velikost je stejná jako síla nutná k urychlení spalin vytékajících z motoru, má však opačný směr.
Tah je roven hmotnosti vzduchu a/nebo spalin za jednotku času, násobené jejich průměrnou výtokovou rychlostí.
Raketa je hnána vpřed tažnou silou rovnou změně hybnosti hmoty, kterou za určitý časový úsek urychlí ve výtokové trysce.
Tah motoru lze určit ze vztahu:
{\displaystyle F={\frac {v\cdot dm}{dt}}}
Kde:
- {\displaystyle F} … tah
- {\displaystyle m} … hmotnost ({\displaystyle dm} … změna hmotnosti)
- {\displaystyle t} … čas ({\displaystyle dt} … změna času)
- {\displaystyle v} … rychlost vytékající hmoty (efektivní výtoková rychlost)

U raketových motorů hraje rozhodující roli rychlost výtokových plynů a poměr množství paliva ke hmotnosti rakety. Pro odpoutání tělesa od země jen za pomocí tahu musí být síla (tah) větší než tíha tělesa. Podrobněji v článku Ciolkovského rovnice.
Příklad:

Každý ze tří hlavních motorů raketoplánu Space Shuttle dává tah 1,8 MN. Při startu, kdy jsou zažehnuty i dva pomocné motory na pevné palivo, každý o tahu 14,7 MN, má raketoplán celkový tah okolo 34,8 MN. Hmotnost rakety při startu je cca 2 040 000 kg, což znamená tíhu cca 20 MN. Protože tah je větší než tíha, raketoplán se může vznést.